# Labinci
Labinci is een plaats in de gemeente Kaštelir-Labinci in de Kroatische provincie Istrië. De plaats telt 269 inwoners (2001).